# Henry Howard, 22:e earl av Arundel
Henry Howard, 22:e earl av Arundel, född den 15 augusti 1608, död den 17 april 1652, var en engelsk ädling, son till Thomas Howard, 21:e earl av Arundel och lady Aletha Talbot.
Han var parlamentsledamot för Arundel 1628-29 och 1640 och senare lordlöjtnant för Northumberland och Westmorland.
Han gifte sig 1626 med lady Elizabeth Stuart, dotter till Esmé Stuart, 3:e hertig av Lennox och fick tolv barn, däribland:
- Thomas Howard, 5:e hertig av Norfolk (1627-1677)
- Henry Howard, 6:e hertig av Norfolk (1628-1684)